# Séléna Janicijevic

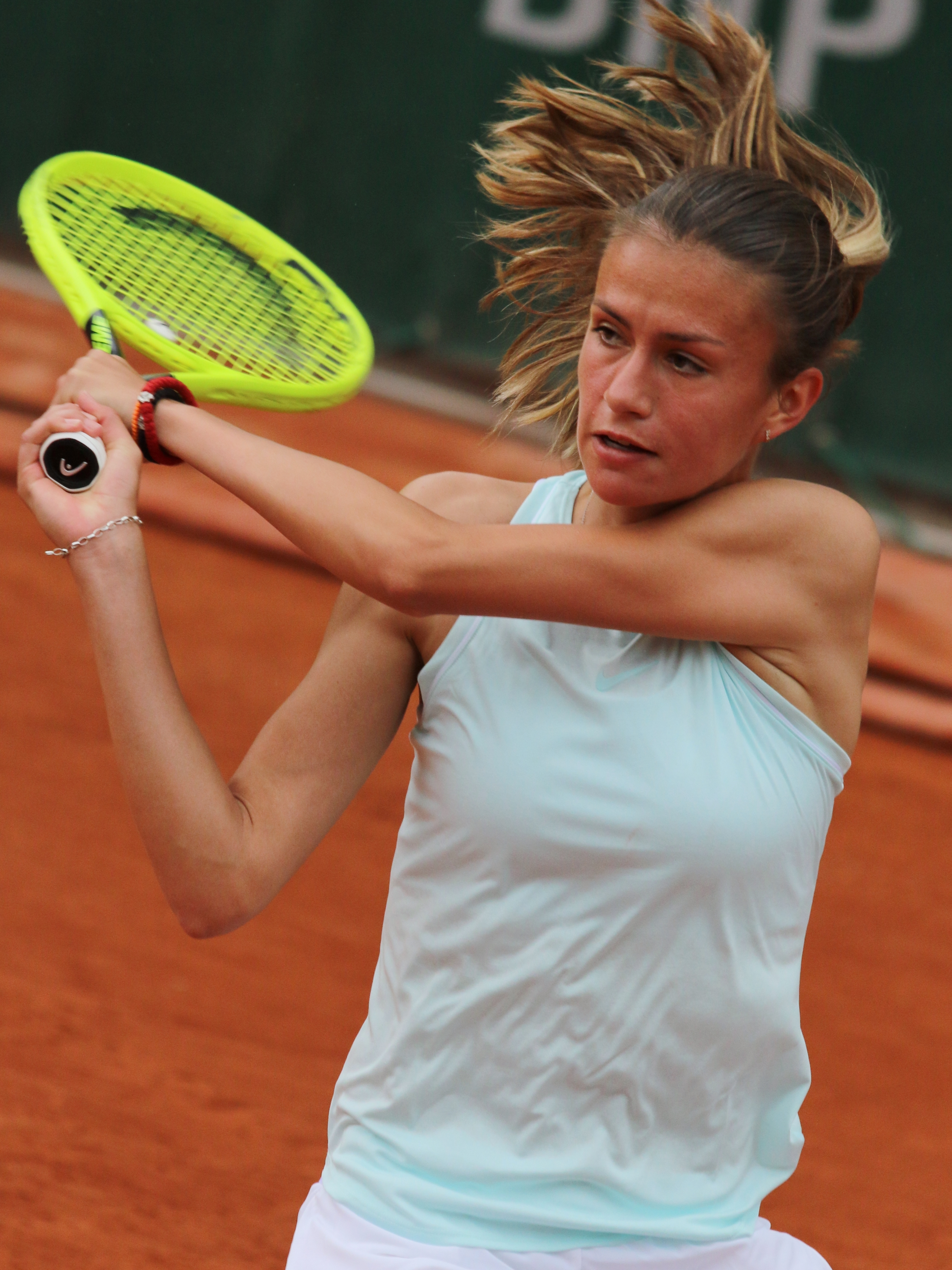
Roland Garros 2019

Séléna Janicijevic (Nogent-sur-Marne, 23 juli 2002) is een tennisspeelster uit Frankrijk. Zij is van Servische origine. Janicijevic begon met tennis toen zij zes jaar oud was. Haar favoriete ondergrond is gravel. Zij speelt rechtshandig en heeft een tweehandige backhand. Zij is actief in het internationale tennis sinds 2019.

## Loopbaan
Janicijevic won in maart 2019 het Grade 1 juniorentoernooi in Casablanca. De week erna won zij haar eerste partij bij de volwassenen – op het $15.000 ITF-toernooi van Gonesse (Frankrijk) versloeg zij Elixane Lechemia.
In mei 2019 kreeg zij twee wildcards voor deelname aan Roland Garros: een voor het enkelspeltoernooi en een voor het dubbelspeltoernooi, samen met landgenote Aubane Droguet. Daarmee speelde zij haar eerste grandslampartijen.
In oktober 2020 won zij haar eerste titel, op het dubbelspel van een $25k-ITF-toernooi in Reims, samen met de Amerikaanse Robin Montgomery.
In augustus 2021 won zij haar eerste enkelspeltitel, op het ITF-toernooi van Knokke (België) – in de finale versloeg zij landgenote Lucie Nguyen Tan. Tot op heden(december 2024) won zij tien ITF-enkelspeltitels, de meest recente in 2023 in Vacaria (Brazilië).
Janicijevic stond in 2024 voor het eerst in een WTA-finale, op het dubbelspel van het WTA 125-toernooi van Limoges, samen met Erika Andrejeva – zij verloren van het Franse koppel Elsa Jacquemot en Margaux Rouvroy.

## Posities op deWTA-ranglijst
Positie per einde seizoen:
| jaar | rang enkelspel | rang dubbelspel |
| ---- | -------------- | --------------- |
| 2019 | 920            | 1159            |
| 2020 | 765            | 597             |
| 2021 | 611            | 587             |
| 2022 | 183            | 761             |
| 2023 | 274            | 1506            |

## Resultaten grandslamtoernooien
| Legenda | Legenda                          |
| ------- | -------------------------------- |
| g.t.    | geen toernooi gehouden           |
| l.c.    | lagere categorie                 |
| –       | niet deelgenomen                 |
| G       | uitgeschakeld in de groepsfase   |
| 1R      | uitgeschakeld in de eerste ronde |
| 2R      | uitgeschakeld in de tweede ronde |
| 3R      | uitgeschakeld in de derde ronde  |
| 4R      | uitgeschakeld in de vierde ronde |
| KF      | uitgeschakeld in de kwartfinale  |
| HF      | uitgeschakeld in de halve finale |
| F       | de finale verloren               |
| W       | het toernooi gewonnen            |
| w-v     | winst/verlies-balans             |

### Enkelspel
| toernooi        | 2019 |    | 2023 |
| --------------- | ---- | -- | ---- |
| Australian Open | –    | 1R |      |
| Roland Garros   | 1R   | 1R |      |
| Wimbledon       | –    | –  |      |
| US Open         | –    | –  |      |

### Vrouwendubbelspel
| toernooi        | 2019 | 2020 | 2021 | 2022 |
| --------------- | ---- | ---- | ---- | ---- |
| Australian Open | –    | –    | –    | –    |
| Roland Garros   | 1R   | 1R   | 1R   | 1R   |
| Wimbledon       | –    | g.t. | –    | –    |
| US Open         | –    | –    | –    | –    |

## Palmares
| Legenda                 |
| ----------------------- |
| Grandslamtoernooi       |
| Olympische Spelen       |
| Year-End Championships  |
| Premier Mandatory       |
| Premier Five / WTA 1000 |
| Premier / WTA 500       |
| International / WTA 250 |
| Challenger / WTA 125    |

### WTA-finaleplaatsen enkelspel
geen

### WTA-finaleplaatsen vrouwendubbelspel
| nr.              | finale     | toernooi    | ondergrond    | partner         | tegenstandsters                | score    |         |
| ---------------- | ---------- | ----------- | ------------- | --------------- | ------------------------------ | -------- | ------- |
| gewonnen finales |            |             |               |                 |                                |          |         |
| geen             |            |             |               |                 |                                |          |         |
| verloren finales |            |             |               |                 |                                |          |         |
| 1.               | 2024-12-15 | WTA Limoges | hardcourt (i) | Erika Andrejeva | Elsa Jacquemot Margaux Rouvroy | 4-6, 3-6 | details |